# Irlanda en los Juegos Paralímpicos de Tokio 1964
Irlanda estuvo representada en los Juegos Paralímpicos de Tokio 1964 por dos deportistas masculinos. El equipo paralímpico irlandés no obtuvo ninguna medalla en estos Juegos.